# Jeep CJ3B
O Willys CJ3B foi um modelo de jeep da Willys.
O fator ruim para os Jeep da Segunda Guerra Mundial (Willys MB e Ford GPW), assim como dos CJ-2A e CJ-3A, era a limitada força do motor quatro cilindros "Go Devil" Continental, que produzia apenas 53,26 cavalos de potência.
A primeira mudança radical em termos de motorização aconteceu em 1951, no Jeep M38A1 - o ancestral militar do CJ-5, quando o mesmo recebeu o potente motor Hurricane de 75 cavalos. Para isso acontecer, foi necessário mudar radicalmente o formato do capô do Jeep. Esse foi o principal fator de criação do estilo clássico do CJ-5 que todos conhecem.
Na utilização civil, os usuários tambêm perceberam a necessidade de um motor mais forte, capaz de melhorar a performance dos valentes Willys. A solução encontrada foi simples e barata: os projetistas da Willys simplesmente esticaram o capô do CJ-3A para cima, para que o motor se encaixasse sem maiores problemas. Interessante notar que o CJ-3B foi um modelo de transição entre o CJ-3A e o CJ-5.
O projeto foi levado adiante e o lançamento do carro aconteceu em 28 de janeiro de 1953, mesmo ano em que a Willys Overland completou 50 anos de atividades e foi vendida para a empresa Kaiser-Frazer Corporation, que continuou usando o nome Willys Overland até 1964. Portanto, o CJ-3B, sendo Willys ou Kaiser, é exatamente o mesmo carro. Mudou apenas o nome e a estampa na carroceria.
Introduzido pela Willys no mercado no final de 1953, o CJ-3B teve uma produção modesta, se comparada aos outros carros da família. Foram contrídas cerca de 30 mil unidades entre 1953 e 1954, e na década seguinte, entre 1964 e 1968, nunca ultrapassou a marca de 10 mil carros por ano. A grande diferença visual entre o CJ-3B e os seus parentes mais velhos se tornou um fator determinante para as baixas vendagens. Pela pouca aceitação do consumidor civil, devido a sua grade frontal "caruda", a utilização do CJ-3B foi focada para finalidades militares, fazendo o caminho inverso do M38A1. Equipado com vários acessórios, como luz de Blackout, pneus 700x16, tomada de força, sistema elétrico de 24 volts, rádio e outros detalhes, o Jeep foi exportado para outros países. Com estas modificações, o CJ-3B passou a se chamar M606.
Em 11 de outubro de 1954, foi lançado o CJ-5, praticamente enterrando a imagem do patinho feio CJ-3B. O engraçado é saber que o CJ-5 também foi militarizado, ganhando o nome de M606A2 e M606A3.